# Colispora elongata
Colispora elongata är en svampart som beskrevs av Marvanová 1988. Colispora elongata ingår i släktet Colispora, divisionen sporsäcksvampar och riket svampar.   Inga underarter finns listade i Catalogue of Life.